# Quảng trường Jan Palach

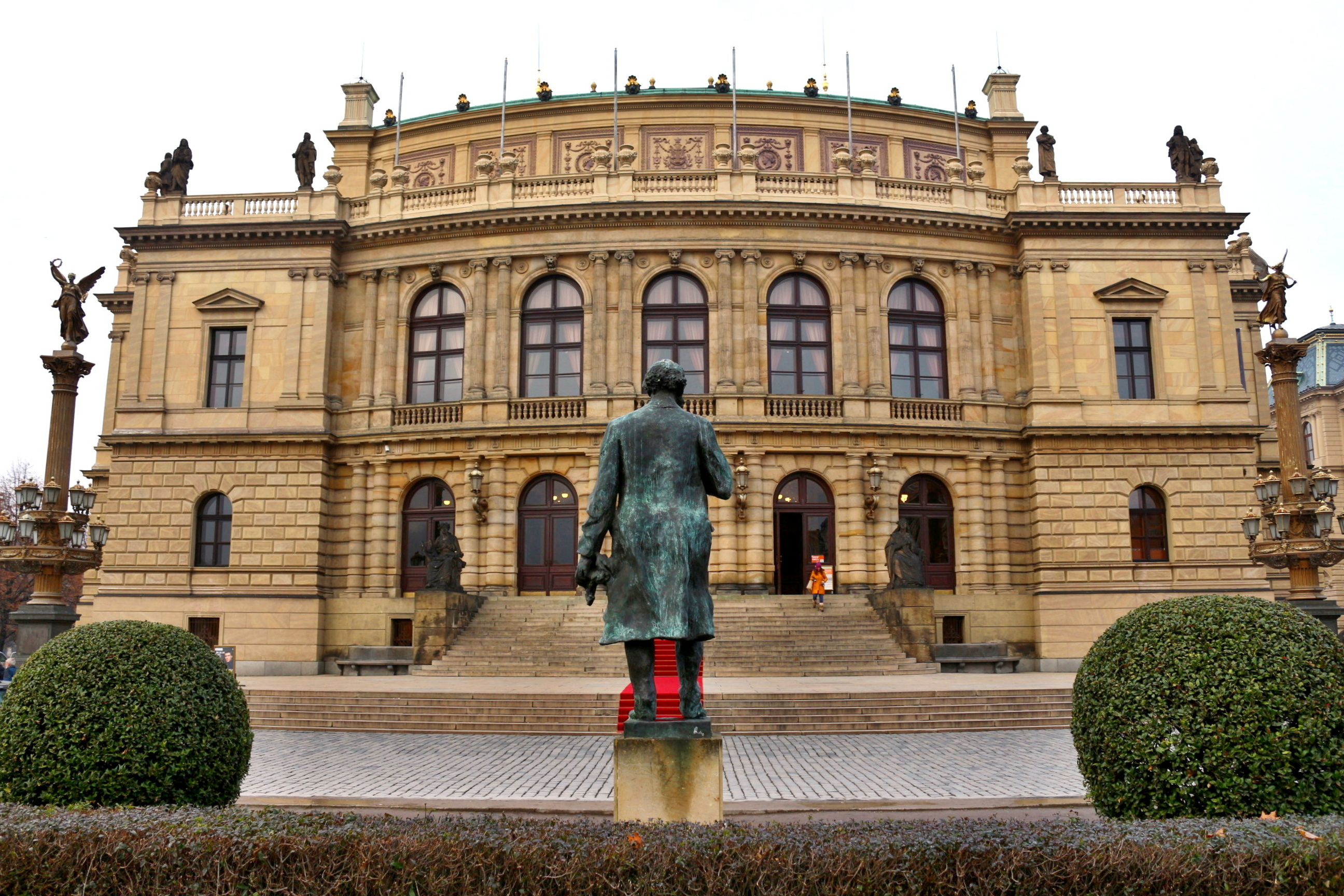
Tòa nhà Rudolfinum và tượng đài Antonín Dvořák (hướng về phía Bắc)

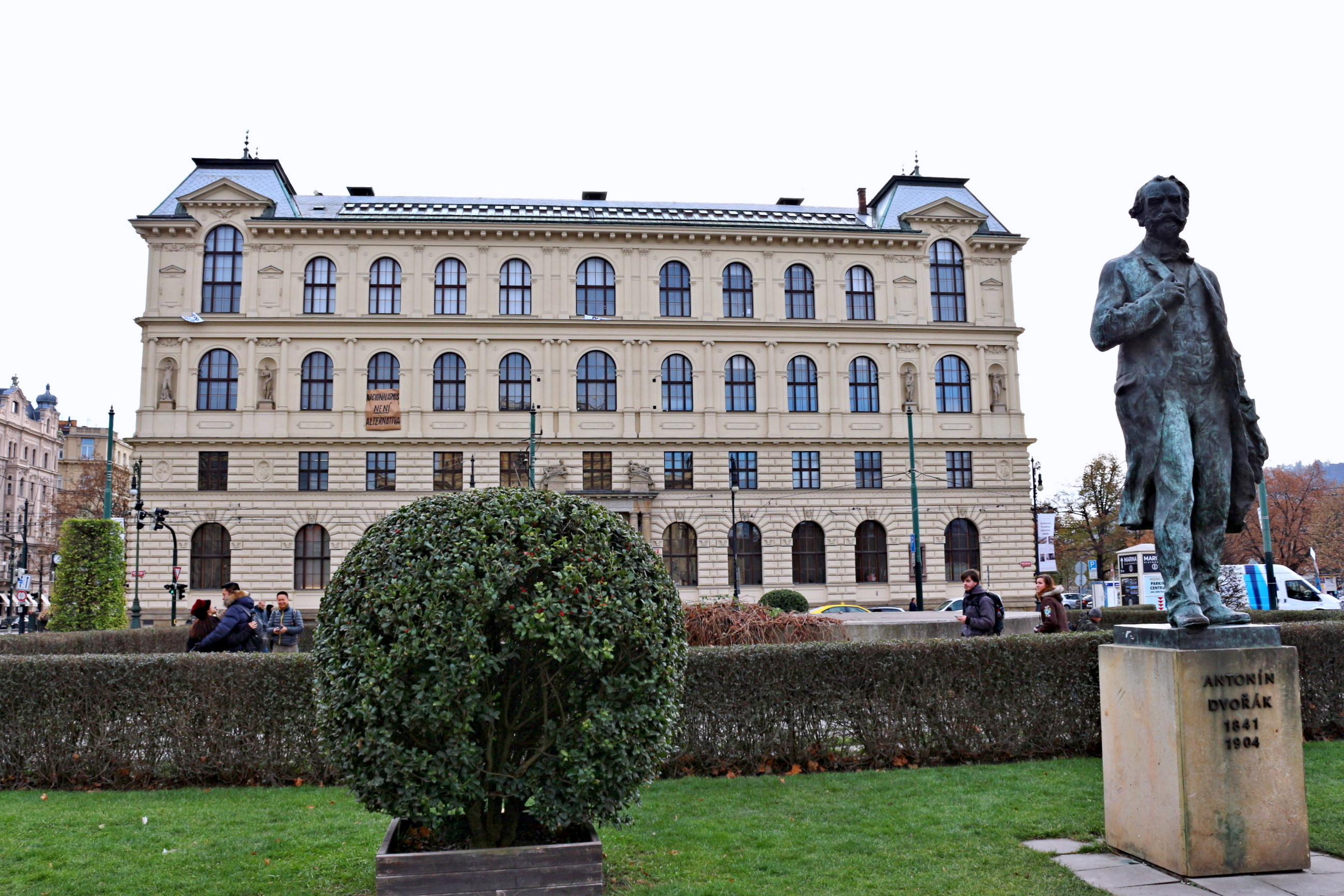
Học viện Nghệ thuật, Kiến trúc và Thiết kế và tượng đài Antoní Dvořák (về phía Nam)

Quảng trường Jan Palach (tiếng Séc: Náměstí Jana Palacha) là một quảng trường ở thủ đô Praha, Cộng hòa Séc. Quảng trường này được xây dựng vào cuối thế kỷ 19 ở gần sông Vltava. Đây là một trong những quảng trường mới nhất ở khu Phố cổ Praha.

## Tên gọi
Tên gọi của quảng trường qua các thời kỳ:
- Tên đầu tiên: Quảng trường Rejdiště - theo tên trường dạy cưỡi ngựa ở trên phố Na Rejdišti.
- 1916–1919: Quảng trường Hoàng hậu Zita
- 1919–1942: Quảng trường Smetana - theo tên nhà soạn nhạc Bedřich Smetana.[2]
- 1942–1945: Mozartplatz - trong thời kỳ Đức Quốc Xã chiếm đóng Bohemia.
- 1945–1952: Quảng trường Smetana [2]
- 1952–1989: Quảng trường Krasnoarmějců - để tưởng niệm những người lính Liên Xô đã ngã xuống trong cuộc giải phóng Praha vào tháng 5 năm 1945.
- Từ ngày 20 tháng 12 năm 1989: Quảng trường Jan Palach - theo tên sinh viên Jan Palach.[3]

## Địa danh
Xung quanh quảng trường Jan Palach có các địa danh và di tích văn hóa đáng chú ý, chẳng hạn:

### Phía Tây
- Sông Vltava
- Cầu Mánes (kết nối quảng trường Jan Palach với Phố nhỏ Praha)
- Tầm nhìn hướng tới lâu đài Praha, đồi Petřín và cầu Charles

### Phía Bắc
- Tòa nhà Rudolfinum (mang phong cách Tân Phục hưng, nay được dùng làm phòng hòa nhạc, phòng trưng bày)
- Tượng đài nhà soạn nhạc Antonín Dvořák

### Phía Đông
- Tòa nhà của Đại học Charles

### Phía Nam
- Học viện Nghệ thuật, Kiến trúc và Thiết kế